# Democratisch-Republikeinse Partij

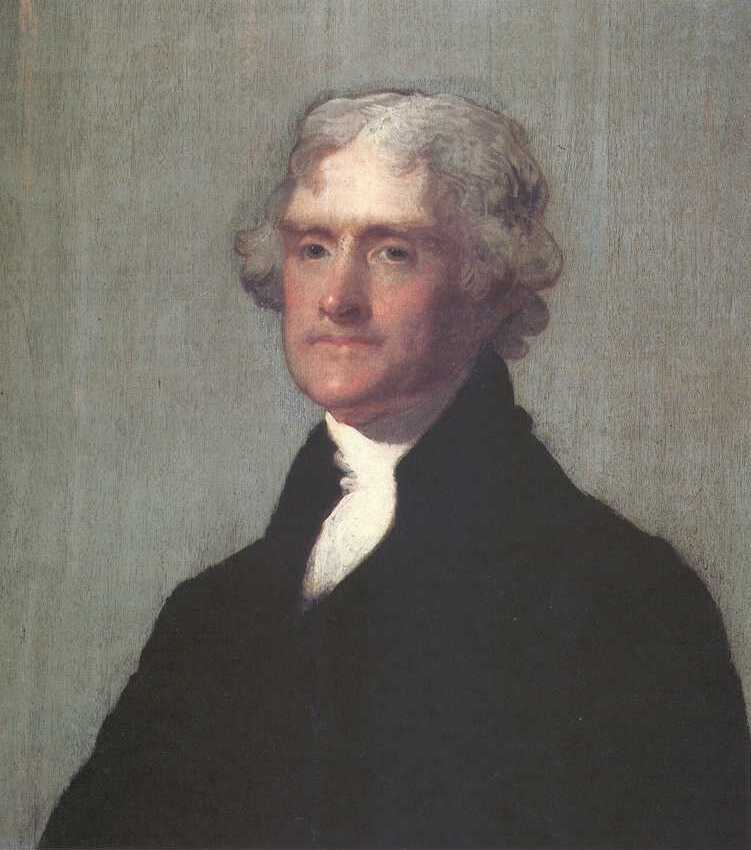
Thomas Jefferson was een van de oprichters en belangrijkste leden van de Democratisch-Republikeinse Partij

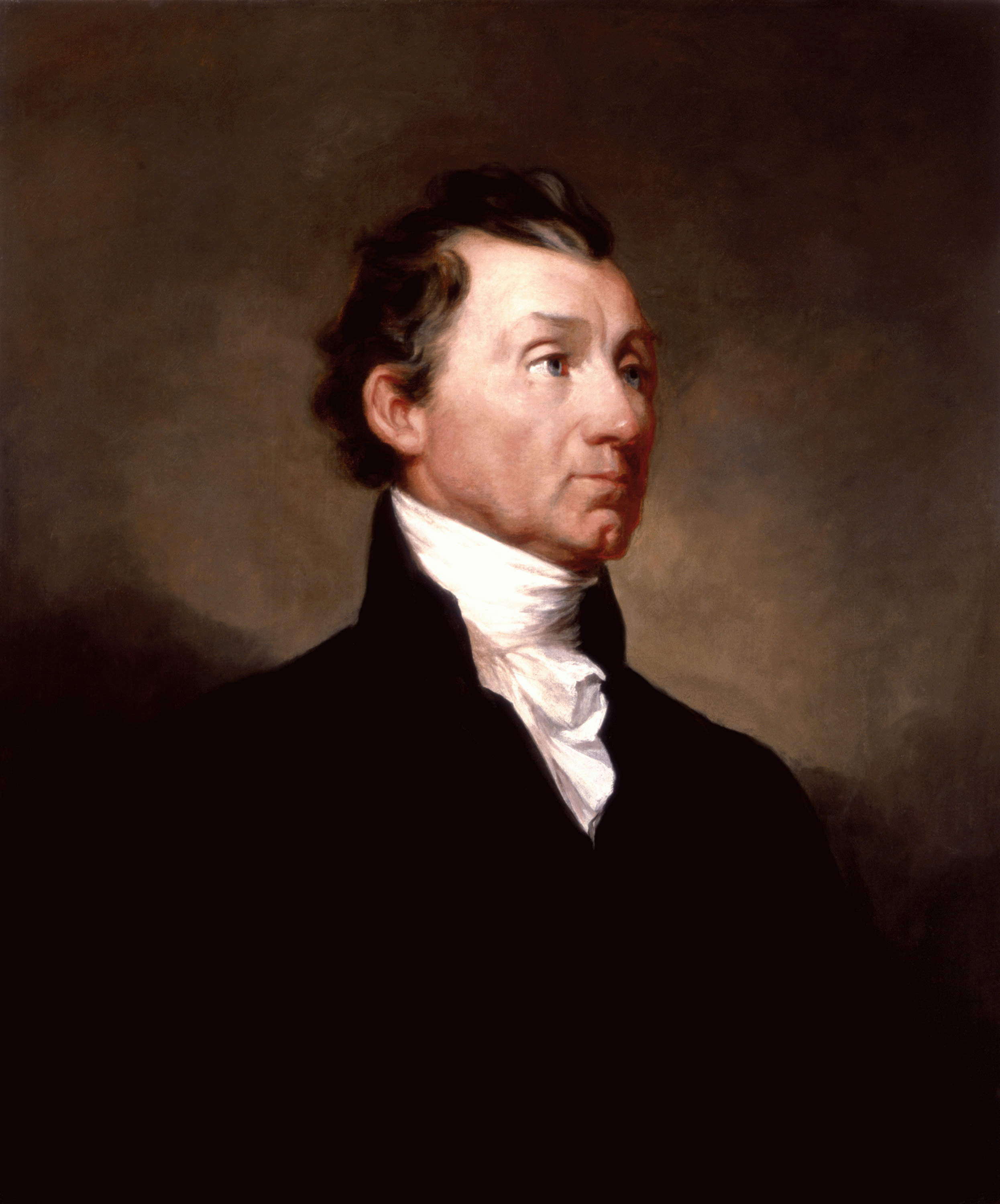
Met het einde van James Monroes presidentschap kwam ook een einde aan de dominante positie van de partij

De Democratisch-Republikeinse Partij was een politieke partij in de Verenigde Staten die van de late 18e eeuw tot in de jaren 1820 de dominante partij van het land was.
De partij werd in 1792 door Thomas Jefferson en James Madison opgericht als oppositiepartij tegen de Federalist Party van Alexander Hamilton en John Adams. De partij voerde vooral strijd tegen de Federalisten op het vlak van de buitenlandse politiek. Zo was de partij tegen het Verdrag van Jay en het pro-Britse beleid van de Federalisten. Ander twistpunt tussen beide partijen was in welke rechten de individuele staten van de unie voor zichzelf konden behouden in plaats van af te staan aan de centrale regering. De Democratisch-Republikeinen waren hierin voor meer rechten voor de staten.
Tussen 1801 en 1825 was het de Democratisch-Republikeinse kandidaat die telkens de presidentsverkiezingen won. Thomas Jefferson, James Madison en James Monroe zaten voor de partij in het Witte Huis. Na de Oorlog van 1812 begon zich in de partij een splitsing te vormen. De "oude garde" (die de vorming van de partij hadden meegemaakt) konden zich niet vinden in de meer nationalistische politiek van de nieuwere generatie van leden zoals Henry Clay. Na de teloorgang van de Federalistische Partij viel al snel de coalitie binnen de Democratisch-Republikeinse Partij uiteen en in 1824 werd de partij opgeheven. Een fractie die onder leiding stond van Andrew Jackson vormde de Democratische Partij terwijl de rest van de partij opging in de nieuwe Whig Party.